# 한갑수 (배우)
한갑수(1968년 7월 1일~)는 대한민국의 배우이고, 연극 연출가 등으로도 활약했다. 1987년에 연극배우로 처음 데뷔를 했으며, 1996년에 연극 연출 감독으로도 데뷔했고, 2003년에 영화 《오구》의 단역을 통하여 영화배우로 데뷔했다.

## 학력
- 1984년~1987년 : 거창고등학교 졸업

## 출연

### 영화
- 2003년 《오구》 - 취객 역
- 2005년 《극장전》 - 극단 연희단 거리패 역
- 2008년 《초감각 커플》 - 연구소장 역
- 2014년 《타짜: 신의 손》 - 추 회장 역
- 2015년 《퇴마: 무녀굴》 - 책임 PD 역
- 2018년 《궁합》 - 대신 역
- 2019년 《어린 의뢰인》 - 의사 역
- 2019년 《블랙머니》 - 감찰부 과장 역
- 2021년 《미션 파서블》 - 흥신소 건물주 역

### 방송

#### 드라마
- 2014년 JTBC 《유나의 거리》 - 김종호 역
- 2014년 KBS2 《조선 총잡이》
- 2014년 MBC 《오만과 편견》 - 구영배 역
- 2014년 tvN 《미생》 - 원인터내셔널 요르단 지사장 역
- 2015년 SBS 《육룡이 나르샤》 - 조반 역
- 2015년 JTBC 《디데이》
- 2016년 MBC 《결혼계약》
- 2016년 tvN 《굿 와이프》 - 강석범 역
- 2016년 MBC 《불어라 미풍아》 - 김대훈 역
- 2016년 SBS 《낭만닥터 김사부》 - 박주혁의 아버지 역
- 2017년 KBS 2TV 《KBS 드라마 스페셜 연작 시리즈 - 맨몸의 소방관》
- 2017년 SBS 《피고인》 - 판사 역
- 2017년 KBS 2TV 《이름 없는 여자》 - 손주호 역
- 2017년 MBC 《전생에 웬수들》 - 한재웅 역
- 2018년 tvN 《무법 변호사》 - 오인철 역
- 2018년 MBC 《신과의 약속》
- 2019년 OCN 《보이스 3》 - 유재천 역
- 2019년 KBS 2TV 《저스티스》 - 탁 회장 역
- 2021년 tvN 《보이스 4》 - 유재천 역

### 공연

#### 연극
- 2004년 《리어왕》
- 2006년 《아름다운 남자》
- 2007년 《난장이가 쏘아올린 작은 공》
- 2009년 《옥수동에 서면 압구정동이 보인다》
- 2011년 《지하생활자들》
- 2012년 《풍찬노숙》
- 2013년 《선녀씨 이야기》
- 2014년 《맥베스》
- 2014년 《길 떠나는 가족》
- 2015년 《나와 할아버지》
- 2017년 《하늘로 가지 못한 선녀씨 이야기》